# L'Île au trésor (comics)
Pour les articles homonymes, voir L'Île au trésor (homonymie).
Archétype du roman d’aventures, L’Île au trésor (Treasure Island) ne pouvait pas ne pas être adapté en bande dessinée, particulièrement en comics.

## Historique
La version de Classics Illustrated est très vraisemblablement la première adaptation en comics du roman de Robert Louis Stevenson paru en feuilleton de 1881 à 1882. À la différence des autres adaptations de la même époque, la mise en page se veut innovante. Si nous sommes toujours dans le format de 3 strips par planches, les vignettes échappent à la présentation "en gaufre", à savoir de 6 à 8 cases d'à peu près égales dimensions. Ici les vignettes prennent des formes trapézoïdales, parallélépipédiques, rondes, etc.

Pour autant le dessin reste en dessous des standards actuels. Quelques erreurs sont aussi à signaler comme la présence de l'Union Jack. La version qui est dessinée est celle qui existe depuis 1801 or l'action se situe plus tôt.
La deuxième version, en noir et blanc, sort chez Thriller Comics Library en 1951 en Grande-Bretagne sous un format de poche avec deux, parfois trois, cases par planche.

Les 34 planches parues chez Four Color de Dell en 1955 ne sont ni plus ni moins que l'adaptation du film de Disney, L'Île au trésor (1950). Si le drapeau utilisé est toujours fautif au moins John Ushler a-t-il pris la peine de dessiner le naval ensign.

La version suivante fut celle de Marvel dans le cadre de sa collection Marvel Classics Comics qui n'ajoute rien à la gloire de la littérature ni à celle de la bande dessinée. Erreur, désormais elle aussi classique, celle de présenter un drapeau britannique toujours erroné.

C'est surtout la version livrée en 6 épisodes d'août 2007 à janvier 2008 chez le même Marvel qui reste la version la plus intéressante. D'abord parce que les 137 planches permettent de se rapprocher du texte originel, ensuite parce que le scénariste, Roy Thomas, est un grand connaisseur et non moins grand adaptateur de la littérature.

C'est à ce jour et si l'on excepte certaines versions européennes ou argentines, la meilleure mise en cases du roman de Stevenson, même si, là encore nous avons droit à la version actuelle du drapeau britannique.

## Publications

### Classics Illustrated
#64 (octobre 1949)
Dessins d’Alex A. Blum. 44 planches. Réédition sous une autre couverture en mars 1956, puis chez First en 1989 comme promo pour les restaurants… Long John Silver.

### Thrilling Picture Libray
#3 (juin 1951)

Couverture : Philip Mendoza / Dessinateur : Mike Hubbard / Adaptateur : Percy Clark.

Reprises des bandes parues dans Knock Out (#330 du 23 juin 1945 au #349 du 3 novembre 1945)

### Four Color
#624 (avril 1955)
34 planches de John Ushler. Reprises en 1962 dans Treasure Island (Dell) puis en 1967 chez Gold Key.

### Marvel Classics Comics
#15 (1976)
48 planches (Dessins : Dino Castrillo / Adaptation : Bill Mantlo)

### Ancademics
Une version en 1984 sans davantage d'informations.

### Classics Illustrated(Acclaim)
#21 – 1997

### Capstone Publishers
Album en 2007
Adaptation de Wim Coleman et Pat Perrin. Dessins : Greg Rebis

### Marvel:Treasure Island(2007)
6 numéros d’août 2007 à janvier 2008.
Dessins : Mario Gulli / Adaptation : Roy Thomas
Repris en album unique en 2008. 

## Bandes connexes
Mickey Mouse : Trapped in Treasure Island (Fantagraphics -2010)
Reprise des bandes dessinées par Floyd Gottfredson du 11 janvier 1932 au 9 janvier 1934.